# Europejska Nagroda Muzyczna MTV dla najlepszego nowego wykonawcy
Europejska Nagroda Muzyczna MTV dla najlepszego nowego wykonawcy – nagroda przyznawana przez redakcję MTV Europe podczas corocznego rozdania MTV Europe Music Awards. Nagrodę dla najlepszego debiutu po raz pierwszy przyznano w 1994 r. O zwycięstwie decydują widzowie za pomocą głosowania internetowego i telefonicznego (smsowego).

## Nominowani i zwycięzcy

### 1994 (Przełomowy wykonawca)
- Crash Test Dummies
  - Beck
  - DEUS
  - Therapy?
  - Whale

### 1995 (Przełomowy wykonawca)
- Dog Eat Dog
  - H-Blockx
  - Alanis Morissette
  - Portishead
  - Weezer

### 1996 (Przełomowy wykonawca)
- Garbage
  - The Cardigans
  - The Fugees
  - Pulp
  - Skunk Anansie

### 1997 (Przełomowy wykonawca)
- Hanson
  - Meredith Brooks
  - Puff Daddy
  - No Doubt
  - Spice Girls

### 1998 (Przełomowy wykonawca)
- All Saints
  - Aqua
  - Eagle-Eye Cherry
  - 5ive
  - Natalie Imbruglia

### 1999 (Przełomowy wykonawca)
- Britney Spears
  - Eminem
  - Jennifer Lopez
  - Vengaboys
  - Westlife

### 2000
- Blink-182
  - Anastacia
  - Bomfunk MC’s
  - Melanie C
  - Sonique

### 2001
- Dido
  - Craig David
  - Nelly Furtado
  - Gorillaz
  - Wheatus

### 2002
- The Calling
  - Avril Lavigne
  - Röyksopp
  - Shakira
  - The Strokes

### 2003
- Sean Paul
  - 50 Cent
  - Evanescence
  - Good Charlotte
  - Justin Timberlake

### 2004
- Maroon 5
  - Franz Ferdinand
  - Jamelia
  - Keane
  - The Rasmus

### 2005
- James Blunt
  - Akon
  - Kaiser Chiefs
  - Daniel Powter
  - Rihanna

### 2006 (Future Sounds)
- Gnarls Barkley
  - Panic! at the Disco
  - Ne-Yo
  - Fall Out Boy
  - Lily Allen
  - We Are Scientists
  - Arctic Monkeys
  - Lordi

### 2007 (New Sound of Europe)
- Bedwetters
  - Yakup
  - Firma
  - Sunrise Avenue (wyeliminowany jako 28/10)
  - Christophe Willem (wyeliminowany jako 27/10)
  - Jaula De Grillos (wyeliminowany jako 26/10)
  - Buraka Som Sistema (wyeliminowany jako 25/10)
  - Chakuza (wyeliminowany jako 24/10)
  - Klaxons (zastąpił Jamesa Morrisona, który nie mógł brać udziału w eventach) (wyeliminowany jako in 23/10)
  - Neverstore (wyeliminowany jako 22/10)
  - Zero Assoluto (wyeliminowany jako 21/10)
  - Delain (wyeliminowany jako 20/10)
  - Dani (wyeliminowana jako 19/10)
  - Gravel (wyeliminowany jako 18/10)
  - Coma (wyeliminowany jako 17/10)
  - Alphabeat (wteliminowany jako 16/10)
  - Aleksander With (wyeliminowany jako 15/10)
  - Astro'n'out (wyeliminowany jako 14/10)

### 2008
- Katy Perry
  - Basshunter
  - Miley Cyrus
  - Duffy
  - Jonas Brothers
  - OneRepublic

### 2009
- Lady Gaga
  - Daniel Merriweather
  - La Roux
  - Pixie Lott
  - Taylor Swift

### 2010
- Kesha
  - B.o.B
  - Jason Derülo
  - Justin Bieber
  - Plan B

### 2011
- Bruno Mars
  - Far East Movement
  - Jessie J
  - Wiz Khalifa
  - LMFAO

### 2012
- One Direction
  - Carly Rae Jepsen
  - Fun
  - Lana Del Rey
  - Rita Ora

### 2013
- Macklemore i Ryan Lewis
  - Bastille
  - Icona Pop
  - Imagine Dragons
  - Rudimental

### 2014
- 5 Seconds of Summer
  - Charli XCX
  - Ariana Grande
  - Kiesza
  - Sam Smith

### 2015
- Shawn Mendes
  - Tori Kelly
  - Jess Glynne
  - James Bay
  - Echosmith

### 2016
- Zara Larsson
  - Bebe Rexha
  - DNCE
  - Lukas Graham
  - The Chainsmokers

### 2017
- Dua Lipa
  - Julia Michaels
  - Khalid
  - Kyle
  - Rag’n’Bone Man